# 中島良
中島 良（なかじま りょう、1983年 - ）は、日本の映画監督。山梨県出身。スターダストプロモーション関連のSTARDUST CREATORS所属。

## 経歴
2007年、長編自主映画『俺たちの世界』が第29回ぴあフィルムフェスティバルにて審査員特別賞を含む３賞を受賞し、バンクーバー国際映画祭、ロッテルダム国際映画祭など海外の映画祭多数に招待され、2008年ニューヨーク・アジアン映画祭で最優秀新人賞を受賞。
2009年『RISE UP』にて商業映画デビュー。
オリジナル脚本（入江信吾との共著）「静かなひと」が2009年サンダンス・NHK国際映像作家賞のファイナリストに選出される。
主な監督作品として、『RISE UP』（2009年）、『スイッチを押すとき』（2011年）、『俺たちの明日』（2013年）、『サムライ・ロック』（2015年）、『なつやすみの巨匠』（2015年）、『兄友』などがある。

## 作品

### 長編映画
- 俺たちの世界（2007年）
- RISE UP（2009年）
- スイッチを押すとき（2011年）
- SHINSEN5（2012年）
- ウミスズめし（2012年）
- 俺たちの明日（2013年）
- サムライ・ロック（2015年）
- なつやすみの巨匠（2015年）
- 兄友（2018年）
- アパレル・デザイナー（2019年）

### テレビドラマ
- BS朝日「Fallen Angel」（2012年）
- BS朝日「青空の卵」（2012年）
- BS12「カウンターのふたり」（2012年）
- フジテレビCS「OLカナのおじさん観察日記」（2013年）
- BSジャパン「人形佐七捕物帳」（2016年）
- 日本台湾合作ドラマ「忘れてしまう前に想い出してほしい」（2017年）

### WEBムービー
- 「恋活マンBLACK」（2016年）

### CM
- 福岡県移住促進CM「福岡こどもカメラ」（2017年）

### ミュージック・ビデオ
- hinaco「帰り道ダイアリー」（2011年）
- Honey L Days「涙のように好きと言えたら」（2013年）
- スタメンKiDS「スタメンパイレーツ」（2018年）

### DVD
- 飛鳥凛「and friend」（2010年）
- 「僕たちの地球ロード in オーストラリア」（2010年）
- 「アジアの微笑み」（2010年）

### その他
- MBSテレビドラマ「最高のオヤコ」宣伝番組（2016年）
- NHKテレビドラマ「火花」宣伝番組（2017年）

## 受賞歴
- 第29回ぴあフィルムフェスティバル／審査員特別賞（映画「俺たちの世界」）
- 第7回ニューヨーク・アジアン映画祭／最優秀新人作品賞（映画「俺たちの世界」）
- 第43回ヒューストン国際映画祭／長編映画部門GOLD REMI（映画「RISE UP」）
- KINOTAYO現代日本映画祭（フランス）／入選（映画「スイッチを押すとき」）
- ATP賞テレビグランプリ2012／ドラマ部門奨励賞（BS12「カウンターのふたり」）
- 衛星放送協会オリジナル番組アワード2013／企画賞（BS12「カウンターのふたり」）
- 氷見絆国際映画祭2013／優秀作品賞（映画「ウミスズめし」）
- 第22回京都国際子ども映画祭／グランプリ（映画「なつやすみの巨匠」）